# الجوز (حزم العدين)

تعديل مصدري - تعديل

الجوز هي إحدى قرى عزلة بني وائل بمديرية حزم العدين التابعة لمحافظة إب، بلغ تعداد سكانها 571 نسمة حسب تعداد اليمن لعام 2004.